# 谷桃子 (タレント)
谷 桃子（たに ももこ、1984年9月9日 - ）は、日本の元タレント、元女優、元グラビアアイドル。本名同じ。愛称は、たにもも。茨城県鹿嶋市出身。元2TOUCH所属。

## 略歴
茨城県立潮来高等学校卒業後、地元の携帯電話ショップに就職するが1年で退職。茨城トヨタのキャンペーンガールを1年間務めた。その後、知り合いが経営する東京都内の料亭に就職。
就職したある日の休日に原宿へ遊びに行った後、表参道で道に迷っていたところを現在の所属事務所社長にスカウトされ、芸能界入り。
2006年、サイパンイメージガールに就任。2007年に日本テレビが毎年選出する日テレジェニックの2007年のメンバーに選ばれた。同期に木口亜矢、緑友利恵、小田あさ美、葵がいる。
2015年12月5日の東京での撮影会を以って、撮影会モデルを卒業。その後もグラビア活動そのものは継続していたが、2017年にラスト写真集を発表。その発売イベントで、同年いっぱいを以ってグラビアを卒業することを示唆した。
2018年4月16日、福岡県在住の一般男性と結婚。同年12月30日、同年内を以って引退することが報じられた。12月31日、自身のブログで引退を正式発表し、この日を以って芸能界を引退した。

## 人物
趣味は映画鑑賞、買い物、サッカー観戦。地元のプロサッカークラブであるJリーグ鹿島アントラーズを応援している。
中学生時代の部活はバスケットボール部だったが、高校では女子バスケットボール部が活動休止状態だったため、部活はやらずにアルバイトばっかりしていたとのこと。鹿島サッカースタジアムでビールの売り子のアルバイトもしていたことがあった。
特技はバドミントン、カズダンス、ロボットダンス。また水泳も得意で、得意種目は平泳ぎとクロール。温泉ソムリエ、秘書検定3級所有。
くびれと大きなお尻がウリ。最初はお尻が大きいのはコンプレックスだったが事務所から「それを生かさないでどうする」と諭されデビューを決意した。江頭2:50を「心の師匠」として尊敬している。
『YS乙女学院』に登場した時は「藤田咲」という芸名だった。この当時の趣味・特技は映画鑑賞、マラソン、バドミントンで、サイズは身長160cm、B88 W56 H87。その「藤田咲」時代の出版社回りで、編集者に本名を聞かれて返答したところ「本名の方がいい」と言われ、本名の「谷桃子」に改名したとのこと。なお、声優の藤田咲とは別人である。
1週間程の海外ロケで外出した際に暖房を消し忘れてしまい、この間の電気代について何とかしてほしいと電力会社に電話したエピソードを2009年4月28日放送の日本テレビ系『踊る!さんま御殿!!』で明かした。この件についてインターネット上で話題となり、谷のブログには1000件以上の批判やバッシングコメントなどが寄せられ炎上する事態となった。なお、同年7月のDVD発売記念イベントではこの電気代について払っていることを明かにしている。
2010年、2代目サガミオリジナル002宣伝大使に就任。なお、先任の初代は相澤仁美、後任の3代目は矢吹春奈(当時:阿部真理)。

## 出演

### テレビ
- 日テレジェニック美女2（2007年 - 2008年、日テレプラス&サイエンス（現・日テレプラス））
- Do缶（名古屋テレビ）
- グラビアの美少女 第414回「谷桃子」（2008年3月、MONDO21）
- Beach Angels（2008年、TBSチャンネル）
- プレミアの巣窟 プレミアンガールズ（2008年4月 - 9月、フジテレビ）
- はねるのトびら「奥手だらけの水泳大会」（2008年7月23日、フジテレビ）
- ロンドンハーツ 2008秋の3時間スペシャル（2008年10月14日、テレビ朝日） - ゲスト
- 相談バカ一代（2008年12月29日、テレビ東京）
- mashup!音王MUSIOneo（2009年1月7日 - 3月22日、仙台放送）
- ゴッドタン（テレビ東京） - ゲスト
  - 「第4回M女オーディション」（2009年1月21日）
  - 「仲直りフレンドパーク」（2009年5月13日・2013年3月23日）
  - 「芸能人 谷桃子王決定戦」（2009年10月21日・12月2日）
  - 「タニームマッチ2010」（2010年3月17日・7月14日）
  - 「モンスターアイドル谷桃子と ねるとん谷鯨団」（2010年11月3日）
  - 「マジ歌フェスティバルSP」（2011年4月20日）
  - 「若林vs春日 オードリー照れカワ3番勝負」（2011年9月14日）
  - 「景気付けにおっぱいを見せてもらおう」（2011年11月19日・2013年7月6日）
  - 「児嶋vs高橋 最下層芸人モノノフ最低抗争」（2012年9月15日）
  - 「THE破天荒2013」（2013年2月9日）
  - 「バカリズムに女友達を作ろう」（2014年1月18日）
  - 「スランプ芸人救済企画」（2014年3月1日）
  - 「第5回照れカワ芸人更生プログラム」（2014年12月13日）
  - 「55分遅れるから流せる禁断未公開SP」（2015年3月7日）
  - 「ゴッドタンのDVD特典映像は意外に面白いぞSP」（2016年3月5日）
  - 「ワレモテ芸人会議」（2016年4月16日）
  - 「本郷杏奈、お前は何が出来るんだ!」（2018年6月17日）
- プロモる〜む（2009年4月 - 2010年4月、スカパー!プロモ・e2プロモ） - レギュラー
- よゐこ部（2009年4月14日・2009年5月26日、毎日放送） - ゲスト
- 踊る!さんま御殿!!（2009年4月28日、日本テレビ） - ゲスト
- 今夜もドル箱（2009年5月5日、テレビ東京） - ゲスト
- 浜ちゃんが!（2009年6月25日、読売テレビ）
- おねだり怪盗GO!マウス（2009年7月12日、毎日放送）
- ダウンタウンDX（2009年7月16日、読売テレビ）
- クイズプレゼンバラエティー Qさま!!（2009年10月2日、テレビ朝日）
- 愛のお悩み解決!シアワセ結婚相談所（2009年12月8日、日本テレビ）
- ジャイケルマクソン（2009年12月16日、毎日放送）
- バナナマンのブログ刑事（2010年2月9日、東海テレビ）
- 今夜もドル箱（2010年3月16日、テレビ東京）
- Webで簡単予約!厳選!いい宿ナビ（2010年3月22日 - 、テレビ東京） - 不定期出演
- P-1ゴールドラッシュ（2010年4月 - 、テレビ大阪） - 不定期出演
- イチハチ（2010年6月23日、毎日放送）
- ワケありバンジー（2010年、U局）
- 今夜もドル箱!!EX（2010年12月7日、テレビ東京） - ゲスト
- BSイレブン競馬中継（2011年1月5日 - 2013年12月21日、BS11） - 基本的に土曜日MC担当
- うまナビ!イレブン（同上、中央競馬ハイライト番組） - 基本的に土曜日MC担当
- ONGAX ファミラブ（2011年10月-12月、千葉テレビ放送） - MC
- 秋葉系アイドルちゃんねる（BS11）
  - ＃9（2011年11月11日）
  - ＃11（2011年12月9日）
- Oh!どや顔サミット2時間スペシャル（2012年1月6日、朝日放送）
- 芸能界特技王決定戦 TEPPEN（2012年1月7日、フジテレビ）
- 厳選いい宿（テレビ東京） - レギュラー

### ドラマ
- 湯けむりスナイパー（2009年4月 - 6月、テレビ東京） - 小雪 役
- 華麗なるスパイ（2009年8月、日本テレビ） - 第4話 モモ 役
- JIN-仁-（2009年11月8日、TBS） - 第5話 遊女 役
- 湯けむりスナイパー お正月スペシャル（2010年1月2日、テレビ東京）
- 天才てれびくんMAX 天てれドラマ「忍者スピリット」（2010年、NHK教育） - 暮内あすみ 役
- ヘヴンズ・ロック 〜Heaven's Rock〜 第3話（2010年7月28日、関西テレビ） - 死神さんエビータ 役
- 天使の代理人（2010年10月、東海テレビ） - Episode8 桃香 役
- 古代少女隊ドグーンV（2010年11月、毎日放送） - 第5話 妖怪森ガール 役
- 美人探偵M 第8話（2012年1月29日、TOKYO MX） - 美砂子 役
- 梅ちゃん先生（2012年7月17日・19日、NHK） - ホステス・ミユキ 役

### 映画
- ALLDAYS 二丁目の朝日（2008年）
- ROOKIES -卒業-（2009年5月、東宝）
- ナイントゥイレブン（2010年6月公開、オルスタックピクチャーズ） - 香 役
- やりすぎコンパニオンとアタシ物語（2011年）
- 映画版ふたりエッチ セカンド♡キッス（2011年12月17日公開、AMGエンタテインメント） - 大宮杏子 役
- 鬼灯さん家のアネキ（2014年9月6日公開、KADOKAWA/SPOTTED PRODUCTIONS） - 主演・鬼灯ハル 役

### Vシネマ
- グラドルヒロイン危機一髪 デザーター -青い絶望-（2007年3月、ZENピクチャーズ） - 虎村リオ 役
- グラドルヒロイン危機一髪 デザーター -赤い希望-（2007年4月、ZENピクチャーズ） - 虎村リオ 役
- グラドルヒロイン危機一髪 セ・レーヌの星 -星の王女-（2007年6月、ZENピクチャーズ） - 黒いアマリリス 役
- グラドルヒロイン危機一髪 セ・レーヌの星 -花の騎士-（2007年7月、ZENピクチャーズ） - 黒いアマリリス 役
- 実写版まいっちんぐマチコ先生 ビバ! モモカちゃん!!（2008年8月、ティーエムシー） - 桃園モモカ 役
- こぎゃるかん2（2009年6月25日、オールインエンタテインメント） - 高久亜美 役

### OVA
- 珍遊記 -太郎とゆかいな仲間たち-（2009年） - 占い師 役

### インターネット番組
- コイカツ 恋愛ノウハウトークライブvol.2（2011年8月6日、マシェリバラエティ（マシェバラ））

### CM
- 日テレSPOT DRAGONBALL EVOLUTION（2009年7月）

### PV
- 桑田佳祐「幸せのラストダンス」（2012年）

### 携帯サイト
- アイドルがイッパイ（アイパイ）

## リリース作品

### DVD
1. Peach Fizz（2006年11月24日、竹書房）
2. Momoco（2007年3月21日、ソニー・ミュージックエンタテインメント）
3. 日テレジェニック2007 谷桃子 レッスンP（2007年8月22日、バップ）
4. 日テレジェニック2007 Memoires（2008年2月27日、バップ）
5. 月刊 谷桃子（2008年6月25日、イーネット・フロンティア）
6. 監視願望（2008年9月26日、リバプール）
7. ドリームスケッチ（2008年12月19日、リバプール）
8. ピーチアワー（2009年3月20日、ラインコミュニケーションズ）
9. Fresh!Eye（2009年6月25日、フレッシュメディア）
10. 桃色台風〜ピンクタイフゥーン〜（2009年12月19日、トリコ）
11. 辰巳奈都子×次原かな×谷桃子 グラビアアイドルのありえないDVD（2010年1月22日、イーネット・フロンティア） - 『プロモる〜む』のスペシャル企画として、熱海旅行に行った際のオフショットをまとめたもの
12. コイ・モモ（2010年4月20日、ラインコミュニケーションズ）
13. LOVE DATE MOMOKO（2010年7月23日、イーネット・フロンティア）
14. SWINUTION （2010年10月22日、トリコ）
15. 夢桃 - Yume MoMo（2011年2月20日、ラインコミュニケーションズ）
16. Special DVD BOX（2011年2月20日、ラインコミュニケーションズ）
17. せつなの恋人（2011年5月27日、M.B.D.メディアブランド）
18. LOVE DATE MOMOKO2（2011年12月16日、イーネット・フロンティア）
19. なま桃（2012年4月20日、ラインコミュニケーションズ）
20. ももコレ〜Super Extra（2012年4月20日、ラインコミュニケーションズ）
21. d-BOMB タニ濡モモ（2012年7月25日、学研パブリッシング）
22. 妄想科学「スケスケ透視メガネで覗かれた!」（2012年9月6日、SODクリエイト）
23. 桃想花（2014年3月26日、イーネット・フロンティア）

### 写真集
- Momoco（2007年3月、学習研究社、撮影：西條彰仁）ISBN 978-4054033269
- 月刊 谷桃子（2007年10月、新潮社、撮影：野村佐紀子）ISBN 978-4107901798
- タニマニア（2009年1月、集英社、撮影：矢西誠二）ISBN 978-4-08-780511-6
- 乱れる（2009年7月24日、ワニブックス、撮影：IWATA）ISBN 978-4847041853
- ピーチショック（2009年11月、小学館、撮影：楽滿直城）ISBN 978-4-09-103081-8
- 壊して・・・（2017年5月17日、双葉社、撮影：西田幸樹）ISBN 978-4575312577